# Samsung Galaxy Tab 7.7
Galaxy Tab 7.7 (GT-P6800) — планшет крупнейшего корейского производителя, представленный в 2012 году, первый в мире планшетный компьютер с экраном Super AMOLED Plus.

## Презентация
Впервые общественности Galaxy Tab 7.7 был показан 2 сентября 2011 года в Берлине на выставке IFA 2011. На второй день выставки планшет (а также информация о нём на сайте производителя) был снят с демонстрации из-за патентных претензий со стороны Apple.
В России официально аппарат был презентован 19 января 2012 года в фирменном магазине «Галерея Samsung» в Москве. Со 2 февраля началось поступление для сделавших предзаказ, а с 4 февраля свободная продажа всем желающим.
Версия с поддержкой LTE для американского сотового оператора Verizon была представлена 10 января 2012 года на мероприятии CES 2012 в Лас-Вегасе.

## Аппаратное обеспечение
Планшет построен на базе процессора собственной разработки — Samsung S5PV310 Exynos 4210. Процессор объединяет 2 ядра ARM Cortex-A9 с частотами 1,4 ГГц. Графический ускоритель представлен решением Mali-400 MP. Данные по производительности аппарата в следующих тестах приводятся на многочисленных интернет-ресурсах:
| Benchmark                  | Результат                               |
| -------------------------- | --------------------------------------- |
| Linpack                    | 70.749 MFlops / 2.38 сек 2.2            |
| LinPack Pro                | 67.90 MFlops / 2.48 сек 2.3.4           |
| Quadrant                   | 3682                                    |
| AnTuTu v2.5.4              | 7013 2.3.3                              |
| AnTuTu v2.6                | 6382 2.2                                |
| AnTuTu v2.7.3              | 6508 2.2                                |
| NenaMark v2                | 41.1 fps 2.1                            |
| NenaMark v2.2              | 41.6 fps 2.0                            |
| Neocore                    | 58 fps 1.6                              |
| Vellamo                    | 1184 2.2                                |
| Basemark ES 2.0            | 20.04 fps 2.3                           |
| RL Benchmark               | 53.845 сек (Общее время) 4.3            |
| Smartbench 2012            | 2852 (Productivity) / 1610 (Games) 13.1 |
| SunSpider JavaScript 0.9.1 | 1416 ms 14.4                            |
| Super Pi (512000 знаков)   | 471.254 сек 15.3                        |

Главной особенностью планшета является яркий экран с диагональю 7,67 дюйма, матрица которого выполнена по технологии Super AMOLED Plus. Ёмкостной экран с плотностью точек на дюйм равной 196 ppi обрабатывает десять одновременных касаний и имеет антибликовый фильтр.
В планшете присутствуют следующие средства коммуникации: Wi-Fi 802.11 a/b/g/n (2.4 ГГц и 5 ГГц, WiFi Direct), Bluetooth 3.0, 3G (HSPA+ 21 Мбит/сек) или 4G LTE, GPS (с поддержкой A-GPS и ГЛОНАСС), USB 2.0 с возможностью USB-хост. Набор датчиков следующ: акселерометр, датчик освещёности, датчик приближения, цифровой компас и гироскоп.
Девайс оснащён двумя камерами: основная — 3 Мпикс с автофокусом и LED-вспышкой и фронтальная — 2 Мпикс. С помощью основной камеры аппарат может работать с дополненной реальностью.
Работу устройства обеспечивает литий-полимерный несъёмный аккумулятор ёмкостью 5100 мА·ч, обеспечивающий до 9 часов работы при проигрывании видео и 50 часов проигрывания музыки.
С помощью 30-пинового проприетарного разъёма происходит зарядка, а также синхронизация с персональным компьютером.

## Программное обеспечение
Поверх операционной системы Android 3.2 «Honeycomb» установлен фирменный пользовательский графический интерфейс TouchWiz версии UX, призванный облегчить взаимодействие с планшетным компьютером.
Производитель добавил набор приложений Quick Apps, который включает менеджер приложений, калькулятор, мировое время, календарь, будильник, Memo Pad и музыкальный проигрыватель.
Присутствует клиент сервиса Samsung Apps, позволяющий скачивать приложения, разработанные и оптимизированные специально для соответствующего устройства от Samsung. Программное обеспечение Samsung Kies упрощает обмен информацией между персональными компьютерами с установленной операционной системой Microsoft Windows и устройствами от Samsung.
17 апреля 2012 года Samsung на официальном сайте сообщал о том, что выход обновления операционной системы до Android 4.0 Ice Cream Sandwich для Galaxy Tab 7.7 произойдёт в 2012 году. С 27 августа 2012 года обновление ICS стало доступно через сервис Samsung Kies на Украине и в Казахстане.
В мае 2013 года для некоторых стран (Indonesia, Malaysia, Philippines, Singapore, Vietnam, Thailand) появилось официальное обновление Android Jelly Bean 4.1.2 с обозначением DXMD3, исправляющее небольшие недочеты предыдущей версии и предоставляющее новые возможности.

## Конкуренты
- Huawei MediaPad
- Samsung Galaxy Tab 7.0 Plus
- Acer Iconia A101
- BlackBerry Playbook
- Motorola DROID XYBOARD 8.2
- Lenovo IdeaPad A1
- Toshiba Excite 7.7
- Asus Eee Pad MeMo ME171
- HTC EVO View 4G
- HTC Flyer
- ZTE Optik
- ZTE V66
- ZTE T98
- ZTE Light Tab 2
- ZTE Light Tab 300

## Интересные факты
Производителем были выпущены версия без поддержки 3G — Galaxy Tab 7.7 Wi-Fi (GT-P6810) и с поддержкой 4G — Galaxy Tab 7.7 LTE (SGH-i815) для американского сотового оператора Verizon. Также была выпущена версия для российского сотового оператора МегаФон, которая отличается от базовой версии наличием дополнительного программного обеспечения.
В планшете имеется три динамика, два из которых обеспечивают стерео проигрывание, третий — разговорный, как и у смартфонов, расположен над дисплеем. А также два микрофона, второй нужен для подавления шума во время телефонных разговоров. Версия планшета SGH-i815 не имеет третьего (разговорного) динамика, датчика приближения и только в этой версии есть IR-передатчик.
Среди оригинальных аксессуаров для планшета Samsung предлагает полноценную физическую клавиатуру и мультимедиа станцию.
В сентябре 2011 года появилась информация о европейских розничных ценах гаджета. В Дании, Норвегии, Швеции и Финляндии аппарат с 16 ГБ установленной памяти будет продаваться по 699 Евро. Для американского рынка будет распространяться LTE-версия по цене $699.
В России продаётся только две вариации планшета — с 16 и 64 ГБ постоянной памяти.
Компания собиралась обновить операционную систему Galaxy Tab 7.7 до версии Android 4.0 (Ice Cream Sandwich). Прошивку планировалось выпустить в течение июля-августа 2012 года, что и было частично сделано (обновление было выпущено выборочно, для некоторых рынков). С конца августа обновление операционной системы доступно для свободного скачивания российским владельцам гаджета.
Следующий планшет от Samsung с Super AMOLED-дисплеем вышел в июне 2014 года (Galaxy Tab S)
Чип Exynos программно легко поддаётся понижению напряжения на разных частотах, что позволяет увеличить время автономной работы всего устройства.

## Награды и номинации
В 2011 году австралийское издание интернет-ресурса «PCWorld» включило его в число лучших планшетов 7-ми дюймового размера.
Планшет получил награду от интернет-издания «iXBT.com» — первое место в номинации «Лучший дизайн».
Интернет-изданием «Mobile-review.com» планшет признан лучшим среди семидюймовых решений.